# 宜蘭縣蘇澳鎮蘇澳國民小學
24°35′46″N 121°50′30″E / 24.5961603°N 121.8417704°E
宜蘭縣立蘇澳國民小學位於台灣宜蘭縣蘇澳鎮中山路一段366號，是蘇澳地區歷史最悠久的小學。
學校創立於於1900年，最初為利澤簡公學校蘇澳分校，學區包含蘇澳庄、糞箕湖庄、馬賽庄、隘丁庄、新城庄、功勞埔庄、港口庄。
目前學區包括蘇澳鎮蘇東里、蘇西里、蘇南里、蘇北里、聖湖里。設有17班。
截至目前2022年3月蘇澳國小滿121歲。蘇澳國小於每年11月7日舉辦校慶

## 外部連結
- 蘇澳國民小學（页面存档备份，存于）